# Princes Freeway
Der Princes Freeway  ist eine Fernstraße im Süden des australischen Bundesstaates Victoria. Er besteht aus zwei getrennten Streckenabschnitten: Der östliche, 112 km lange Abschnitt verbindet Morwell mit den südöstlichen Vororten von Melbourne, der westliche, 47 km lange die westlichen Vororte der Hauptstadt mit Geelong. In diesem Bereich ersetzt er den Princes Highway, der Sydney über Melbourne mit Adelaide und Port Augusta verbindet. Der Freeway trägt die Nummerierung M1.
Der westliche Abschnitt dient als wichtige Route für Pendler und Schwerverkehr zwischen Melbourne und Geelong, der östliche verbindet die Hauptstadt mit der Industrieregion Latrobe Valley und der Ferienregion East Gippsland.

## Verlauf
Der westliche Streckenabschnitt (auch Princes Freeway West oder Geelong Road) beginnt in Altona an der West-Gate-Kreuzung, wo die Western Ring Road und die alte Geelong Road angeschlossen sind, und endet in Geelong. Von Geelong bis Werribee ist diese Straße sechsspurig ausgebaut, während sie in der Nähe des Anschlusses an die Western Ring Road über zehn Spuren verfügt. Die zulässige Höchstgeschwindigkeit auf diesem Freeway beträgt 100 km/h.
Der östliche Streckenabschnitt (auch Princes Freeway East) beginnt in Berwick als vierspuriger Freeway mit Mittelstreifen. Es gibt auch etliche höhengleiche Anschlüsse, besonders zwischen Nar Nar Goon und Longwarry. In diesen Bereichen ist die Höchstgeschwindigkeit ebenfalls auf 100 km/h begrenzt, nur von Longwarry nach Morwell sind 110 km/h zulässig. Der Verkehr wird weiterhin durch die Städte Yarragon und Trafalgar geleitet, wo die Geschwindigkeit auf 60 km/h, bzw. 80 km/h, begrenzt ist. Ortsumgehungen für diese Städte sind aber in Planung.
Die westliche und östliche Sektion des Princes Freeway sind durch Melbourne hindurch über den West Gate Freeway, den CityLink Tollway und den Monash Freeway verbunden. Diese fünf Streckenabschnitte zusammen mit der Geelong Ring Road bilden die M1, Teil des National Highway 1.
Der Princes Freeway beinhaltet oder umgeht die meisten Teile des älteren Princes Highway in diesem Bereich. Wo Teile des Princes Highway parallel laufen, sind sie als Alt 1 (in den südöstlichen Vororten von Melbourne), bzw. als C101, C102, C103, C104 und C109 (in den westlichen Vororten von Melbourne) nummeriert.

### Überholverbot für Schwerfahrzeuge
Im März 2010 kündigte die Staatsregierung von Victoria an, dass auf einem 38 km langen Abschnitt zwischen Melbourne und Geelong Lastwagen von der rechten Spur verbannt werden sollen. Dies wurde bereits 2005 gefordert und nach dem opferreichen Brand im Burnley Tunnel, bei dem drei Todesopfer zu beklagen waren, nahm die Diskussion Fahrt auf. Das Überholverbot trat am 1. Juli 2010 zwischen der Kororoit Creek Road in Altona und der Avalon Road in Lara in Kraft und betrifft alle Fahrzeuge mit mehr als 4,5 t zulässigem Gesamtgewicht mit Ausnahme von Bussen und Wohnmobilen. Wer sich nicht daran hält, muss ein Ordnungswidrigkeitsgeld von AU-$ 358,-- bezahlen. Diese Strafvorschrift ist ein Versuch, der später auf andere Hauptstraßen in Victoria ausgeweitet werden soll.

### Westlicher Streckenabschnitt
| Princes Freeway West (Geelong Road)                                   |                                        |                                        |                                                                                 |
| Anschlüsse Richtung Norden                                            | Ausfahrt Nr. Entfernung nach Melbourne | Ausfahrt Nr. Entfernung nach Melbourne | Anschlüsse Richtung Süden                                                       |
| Ende Princes Freeway West weiter als West Gate Freeway nach Melbourne | -- (15 km)                             | -- (15 km)                             | Beginn Princes Freeway West vom West Gate Freeway                               |
| Footscray, Parkville Princes Highway                                  | W9 (15 km)                             | W9 (15 km)                             | Beginn Princes Freeway West vom West Gate Freeway                               |
| Adelaide, Sydney Western Ring Road                                    | W10 (15 km)                            | W10 (15 km)                            | Beginn Princes Freeway West vom West Gate Freeway                               |
| Williamstown Kororoit Creek Road                                      | 11 (17 km)                             | 11 (17 km)                             | Williamstown, Tarneit Kororoit Creek Road                                       |
| Tarneit, Deer Park Old Geelong Road Fitzgerald Road                   | 12 (18 km)                             | 12 (18 km)                             | keine Ausfahrt                                                                  |
| EISENBAHNLINIE NACH GEELONG                                           | -- (20 km)                             | -- (20 km)                             | EISENBAHNLINIE NACH GEELONG                                                     |
| Laverton High Street                                                  | 13 (21 km)                             | 13 (21 km)                             | Altona Meadows Newland Street                                                   |
| Laverton, Point Cook Point Cook Road via Aviation Road                | 14 (22 km)                             | 14 (22 km)                             | Point Cook, Laverton Point Cook Road via Central Avenue                         |
| keine Ausfahrt                                                        | 15 (23 km)                             | 15 (23 km)                             | Point Cook Palmers Road                                                         |
| Hoppers Crossing, Point Cook Forsyth Road Boardwalk Boulevard         | 16 (24 km)                             | 16 (24 km)                             | Point Cook, Hoppers Crossing Boardwalk Boulevard Forsyth Road                   |
| Hoppers Crossing, Werribee Princes Highway                            | 17 (26 km)                             | 17 (26 km)                             | Hoppers Crossing, Werribee Princes Highway                                      |
| keine Ausfahrt                                                        | 19 (31 km)                             | 19 (31 km)                             | Zoo von Werribee, Werribee Duncans Road                                         |
| Anschlüsse Richtung Norden                                            | Entfernung nach Melbourne (km)         | Entfernung nach Geelong (km)           | Southbound exits                                                                |
| Werribee Princes Highway                                              | 37                                     | 36                                     | Werribee Princes Highway                                                        |
| Little River, Cocoroc Little River Road South Road                    | 46                                     | 27                                     | Cocoroc, Little River South Road Little River Road                              |
| keine Ausfahrt                                                        | 49                                     | 24                                     | Point Wilson Point Wilson Road Argyle Street                                    |
| BP SERVICE CENTER                                                     | 54                                     | 19                                     | BP SERVICE CENTER                                                               |
| zur Old Melbourne Road, Point Wilson Beach Road                       | 56                                     | 17                                     | Point Wilson, zur Old Melbourne Road Beach Road                                 |
| Lara, Avalon Avalon Road                                              | 60                                     | 13                                     | Avalon, Lara Avalon Road                                                        |
| EISENBAHNLINIE NACH GEELONG                                           | 63                                     | 10                                     | Corio, Geelong Princes Highway                                                  |
| EISENBAHNLINIE NACH GEELONG                                           | 63                                     | 10                                     | North Shore Shell Parade                                                        |
| EISENBAHNLINIE NACH GEELONG                                           | 63                                     | 10                                     | EISENBAHNLINIE NACH GEELONG                                                     |
| Beginn Princes Freeway West von der Geelong Ring Road                 | 63                                     | 10                                     | Ende Princes Freeway West weiter als Geelong Ring Road nach Colac / Warrnambool |

Bemerkung
Ausfahrten sind nur bis zur Duncans Road nummeriert.

### Östlicher Streckenabschnitt
| Princes Freeway East                                                             |                                        |                                        |                                                                                  |
| Anschlüsse Richtung Norden                                                       | Ausfahrt Nr. Entfernung nach Melbourne | Ausfahrt Nr. Entfernung nach Melbourne | Anschlüsse Richtung Süden                                                        |
| Ende Princes Freeway East weiter als Monash Freeway nach Melbourne               | -- (44 km)                             | -- (44 km)                             | Beginn Princes Freeway East vom Monash Freeway                                   |
| Dandenong, Berwick Princes Highway                                               | 23 (44 km)                             | 23 (44 km)                             | Beginn Princes Freeway East vom Monash Freeway                                   |
| EISENBAHNLINIE INS GIPPSLAND                                                     | -- (45 km)                             | -- (45 km)                             | EISENBAHNLINIE INS GIPPSLAND                                                     |
| Cranbourne, Berwick Clyde Road                                                   | 24 (46 km)                             | 24 (46 km)                             | Berwick, Cranbourne Clyde Road                                                   |
| Anschlüsse Richtung Westen                                                       | Entfernung nach Melbourne (km)         | Entfernung nach Traralgon (km)         | Anschlüsse Richtung Osten                                                        |
| keine Ausfahrt                                                                   | 49                                     | 116                                    | Beaconsfield, Officer Old Princes Highway                                        |
| BP SERVICE CENTER                                                                | 51                                     | 114                                    | BP SERVICE CENTER                                                                |
| Cardinia, Officer Cardinia Road                                                  | 55                                     | 110                                    | Officer, Cardinia Cardinia Road                                                  |
| keine Ausfahrt                                                                   | 58                                     | 107                                    | Pakenham, Rythdale McGregor Road                                                 |
| Koo Wee Rup, Pakenham Koo Wee Rup Road                                           | 60                                     | 105                                    | Pakenham, Koo Wee Rup Koo Wee Rup Road                                           |
| EISENBAHNLINIE INS GIPPSLAND                                                     | 62                                     | 103                                    | EISENBAHNLINIE INS GIPPSLAND                                                     |
| Nar Nar Goon, Pakenham Nar Nar Goon Road Old Princes Highway                     | 69                                     | 96                                     | Pakenham, Nar Nar Goon Old Princes Highway Nar Nar Goon Road                     |
| Maryknoll Snell Road                                                             | 71                                     | 94                                     | Maryknoll Snell Road                                                             |
| Tynong, Bunyip State Park Tynong Road Tynong North Road                          | 73                                     | 92                                     | Bunyip State Park, Tynong Tynong North Road Tynong Road                          |
| Gumbuya Park                                                                     | 76                                     | 89                                     | Gumbuya Park                                                                     |
| Garfield, Garfield North Garfield Road Garfield North Road                       | 78                                     | 87                                     | Garfield North, Garfield Garfield North Road Garfield Road                       |
| Tonimbuk Tonimbuk Road                                                           | 80                                     | 85                                     | Tonimbuk Tonimbuk Road                                                           |
| Bunyip Nash Road                                                                 | 82                                     | 83                                     | Bunyip Nash Road                                                                 |
| Longwarry, Labertouche Sand Road                                                 | 88                                     | 77                                     | BP SERVICE CENTER                                                                |
| BP SERVICE CENTER                                                                | 88                                     | 77                                     | Labertouche, Longwarry Sand Road                                                 |
| Drouin, Mount Baw Baw Drouin-Warragul Road (Princes Way)                         | 93                                     | 72                                     | Mount Baw Baw, Drouin Drouin-Warragul Road (Princes Way)                         |
| Drouin, Warragul Drouin-Warragul Road (Princes Way)                              | 100                                    | 65                                     | Warragul, Drouin Drouin-Warragul Road (Princes Way)                              |
| EISENBAHNLINIE INS GIPPSLAND                                                     | 100                                    | 65                                     | EISENBAHNLINIE INS GIPPSLAND                                                     |
| Korumburra, Warragul Warragul-Korumburra Road                                    | 106                                    | 59                                     | Warragul, Korumburra Warragul-Korumburra Road                                    |
| Nilma, Noojee Bloomfield Road (Princes Way)                                      | 109                                    | 56                                     | Noojee, Nilma Bloomfield Road (Princes Way)                                      |
| Cloverlea, Darnum East-West Road                                                 | 113                                    | 52                                     | Darnum, Cloverlea East-West Road                                                 |
| Beginn Freeway                                                                   | 118                                    | 47                                     | Ende Freeway                                                                     |
| Shady Creek Yarragon-Shady Creek Road                                            | 119                                    | 46                                     | Yarragon                                                                         |
| Yarragon                                                                         | 119                                    | 46                                     | Shady Creek Yarragon-Shady Creek Road                                            |
| Willow Grove, Mount Baw Baw Willow Grove Road Thorpdale Trafalgar-Thorpdale Road | 125                                    | 40                                     | Willow Grove, Mount Baw Baw Willow Grove Road Thorpdale Trafalgar-Thorpdale Road |
| Trafalgar                                                                        | 126                                    | 39                                     | Trafalgar                                                                        |
| Ende Freeway                                                                     | 128                                    | 37                                     | Beginn Freeway                                                                   |
| Moe Moe-Glengarry Road via Lloyd Street Link Road                                | 134                                    | 31                                     | Moe Moe-Glengarry Road                                                           |
| Moe, Newborough Moe-Glengarry Road                                               | 138                                    | 27                                     | Newborough, Glengarry Moe-Glengarry Road                                         |
| Hernes Oak Morwell-Yallourn Road                                                 | 142                                    | 23                                     | Hernes Oak Morwell-Yallourn Road                                                 |
| no exit                                                                          | 147.5                                  | 17.5                                   | Morwell Morwell-Traralgon Road (Princes Drive)                                   |
| Leongatha, Morwell Strzelecki Highway                                            | 148                                    | 17                                     | Morwell, Leongatha Strzelecki Highway                                            |
| Churchill, Morwell Monash Way                                                    | 153                                    | 12                                     | Morwell, Churchill Monash Way                                                    |
| EISENBAHNLINIE INS GIPPSLAND                                                     | 156                                    | 9                                      | EISENBAHNLINIE INS GIPPSLAND                                                     |
| Morwell Morwell-Traralgon Road (Princes Drive)                                   | 156                                    | 9                                      | Ende Princes Freeway East weiter als Princes Highway nach Traralgon / Sale       |
| Beginn Princes Freeway East vom Princes Highway                                  | 156                                    | 9                                      | Ende Princes Freeway East weiter als Princes Highway nach Traralgon / Sale       |

Bemerkung
Ausfahrten sind nur bis zur Clyde Road nummeriert.

## Kürzlich durchgeführter Ausbau

### Ortsumgehung Traralgon und Verbreiterung der Strecke nach Sale
VicRoads hat seine Grobplanung abgeschlossen und plant den Bau einer Ortsumgehung für Traralgon. Vier Routen wurden öffentlich vorgeschlagen, wovon Route Nr. 2 bevorzugt wurde. Der Bau begann Anfang 2012.
Östlich von Traralgon wird der Princes Highway (A1) zwischen Traralgon und Sale gerade vierspurig ausgebaut und somit auf Freeway-Standard gebracht.

### Geelong Ring Road
Hauptartikel: Geelong Ring Road

Die Staatsregierung von Victoria und die australische Bundesregierung kündigten den Bau einer neuen, 23 km langen  Ortsumgehung durch die westlichen Vororte von Geelong vom Princes Freeway in Corio bis zum Princes Highway in Waurn Point an. Die Umgehung wurde in den Jahren 2008 und 2009 fertiggestellt. 29 Ampelkreuzungen werden so umgangen und die Fahrzeit verkürzt sich von 25–60 Minuten auf 15 Minuten.

### Ortsumgehung Pakenham
Die Ortsumgehung von Pakenham war das letzte noch fehlende Teil eines durchgehenden Freeway von Melbourne ins Gippsland im Osten von Victoria (mit Ausnahme der einzelnen Ampelkreuzungen in Yarragon und Trafalgar). Die Staatsregierung von Victoria und die australische Bundesregierung trugen die Kosten von AU-$ 242 Mio. gemeinsam. Der Bau begann im April 2005 und wurde am 1. Dezember 2007 fertiggestellt. Der 24 km lange Freeway von Beaconsfield nach Nar Nar Goon umgeht die Orte Pakenham und Officer und stellt so eine wichtige Schnellverbindung zwischen dem Gippsland und Melbourne her.

## Geplanter Ausbau

### Erhöhung der Straßenverkehrssicherheit
Die vorgeschlagene Erhöhung der Verkehrssicherheit am Princes Freeway East von Nar Nar Goon bis nach Longwarry North ist im Finanzierungsplan Auslink 2 – National Transport Links – Growing Victoria’s Economy (aka „the Mothership“) enthalten.

### Princes Highway East
Der Ausbau des Princes Highway von Traralgon nach Sale auf Freeway-Standard soll auch mit dem Auslink 2 (2009–2014) finanziert werden.

### Princes Highway West
Der Ausbau des Princes Highway von Waurn Ponds nach Colac auf Freeway-Standard soll auch mit dem Auslink 2 (2009–2014) finanziert werden.